# Nothocasis neurogrammata
Nothocasis neurogrammata là một loài bướm đêm trong họ Geometridae.